# Déclaration de guerre de la France contre l'Allemagne

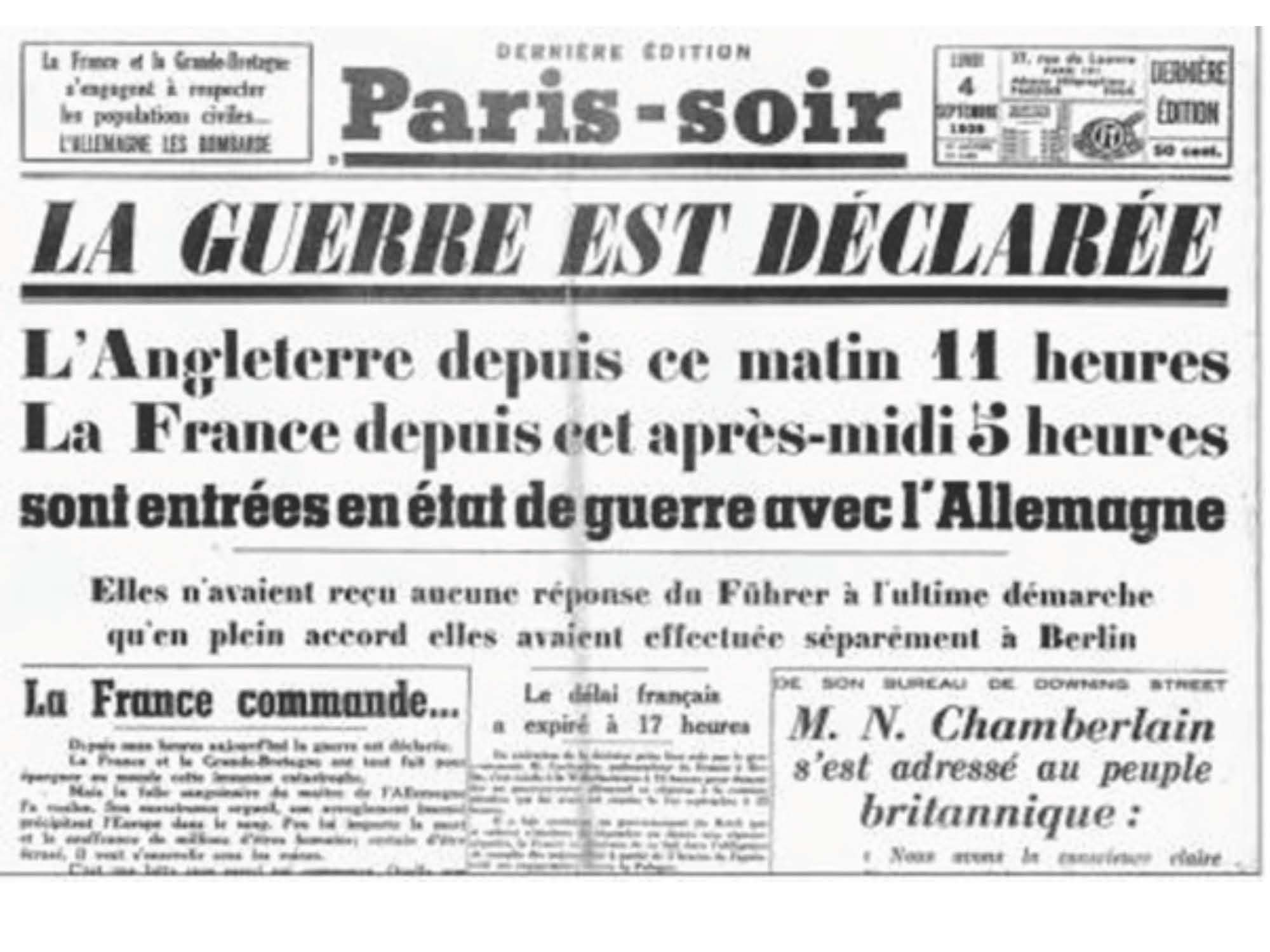
Journal Paris-soir annonçant la déclaration de guerre de la France à l'Allemagne le 3 septembre 1939.

Le 3 septembre 1939, deux jours après l'invasion allemande de la Pologne, la France déclare la guerre à l'Allemagne nazie conformément à son traité défensif avec la Pologne, lorsque l'ultimatum de la France à l'Allemagne, lancé la veille, expire à 17 h. Le Royaume-Uni l'a déjà fait ce même jour à 11 h,.

## Texte de la déclaration
Le président du Conseil, Édouard Daladier lance le 3 septembre 1939, un appel à la Nation :

« Françaises et Français !, Depuis le 1er septembre au lever du jour, la Pologne est victime de la plus brutale et de la plus cynique des agressions. Ses frontières ont été violées. Ses villes sont bombardées. Son armée résiste héroïquement à l’envahisseur. La responsabilité du sang répandu entièrement sur le gouvernement hitlérien. Le sort de la paix était dans les mains de Hitler. Il a voulu la guerre ; La France et l’Angleterre ont multiplié leurs efforts pour sauver la paix. Elles ont fait ce matin encore une pressante intervention à Berlin pour adresser au gouvernement allemand un dernier appel à la raison et lui demander l’arrêt des hostilités et l’ouverture de négociations pacifiques. L’Allemagne nous a opposé un refus. Elle avait déjà refusé de répondre à tous les hommes de cœur dont la voix était élevée ces temps derniers en faveur de la paix dans le monde.
Elle veut donc la destruction de la Pologne afin de pouvoir assurer avec rapidité sa domination sur l’Europe et asservir la France. En nous dressant contre la plus effroyable des tyrannies, en faisant honneur à notre parole, nous luttons pour défendre notre terre, nos foyers, nos libertés. J’ai conscience d’avoir travaillé sans trêve ni répit contre la guerre jusqu’à la dernière minute. Je salue avec émotion et tendresse nos jeunes soldats, qui vont accomplir maintenant le devoir sacré que nous avons nous-même accompli. Ils peuvent avoir confiance dans leurs chefs, dignes de ceux qui ont déjà mené la France à la victoire.
La cause de la France se confond avec celle de la Justice. Elle est celle de toutes les nations pacifiques et libres. Elle sera victorieuse.
Français, Françaises ! Nous faisons la guerre parce qu’elle nous est imposée. Chacun de nous est à son poste sur le sol de France, sur cette terre de liberté où le respect de la dignité humaine trouve un de ses derniers refuges. Vous associerez tous vos efforts, dans un profond sentiment d’union et de fraternité, pour le salut de la Patrie. Vive la France. »

— Édouard Daladier, Appel à la Nation